# جائزة فيزياء الطاقة العالية والجسيمات

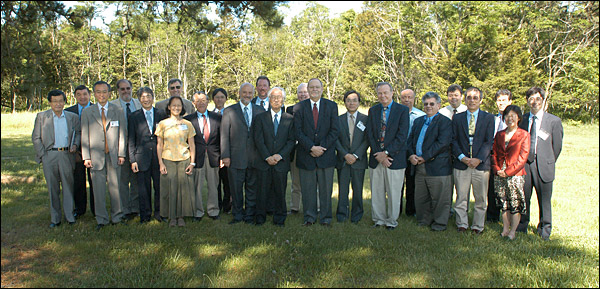

جائزة فيزياء الطاقة العالية والجسيمات (بالإنجليزية: High Energy and Particle Physics Prize)‏ تأسست في عام 1989م وبالتحديد في السابع عشر من شهر مارس من عام 1989م، والجائزة تمنح كل عامين وذلك من قبل الجمعية الفيزيائية الأوربية لفيزياء الطاقة العالية (HEPP) أثناء انعقاد المؤتمر الدولي للجمعية الذي يتم تنظيمه من قبل (EPS).

## الجائزة وآلية منحها[2]
- تمول الجائزة بالكامل من خلال صندوق خاص بالجمعية تم اعداده خصيصًا لذلك الحدث.
- الجائزة تمنح للمساهمات البارزة في فيزياء الطاقة العالية في المجال النظري أو التجريبي أو التكنولوجى.
- الجائزة تمنح لشخص واحد أو لأكثر من شخص أو لعمل مشترك.
- الجائزة تمنح للأشخاص بغض النظر عن جنسياتهم أو عرقهم أو ديانتهم.
- الجائزة عبارة عن ميدالية وشهادة بالإضافة إلي مبلغ من المال.
- الأعمال التي تدخل في دائرة الترشح لابد أن تكون مطبوعة.
- الشخص\الأشخاص الذين يتم ترشيحهم لنيل الجائزة لابد أن يكونوا علي قيد الحياة قبل انعقاد المؤتمر.
- يتم ترشح القائمة الأولية للفائزين من خلال مئة(100) خبير في مجال فيزياء الطاقة العالية والتقنيات ذات الصلة، وتتم دعوتهم من كافة أنحاء العالم من قبل مجلس إدارة الجمعية.
- يتم الاختيار النهائي للمرشح\المرشحين من قبل لجنة خاصة تتألف من رئيس الجمعية أو من ينوب عنه ومجلس أعضاء الجمعية.
- يتم اخطار اللجنة التفيذية (EPS) بالقرار النهائي من قبل لجنة الاختيار، ويتم الإعلان عن الفائز خلال المؤتمر.

## أبرز الفائزين بالجائزة.
(2015) James D. Bjorken ، Guido Altarelli ، [de ]، Lev Lipatov ، Giorgio Parisi
(2013) تعاونا ATLAS و CMS ، Michel Della Negra ، Peter Jenni ، Tejinder Virdee
(2011) Sheldon Lee Glashow ، John Iliopoulos ، Luciano Maiani
(2009) Gargamelle
(2007) Makoto Kobayashi ، توشيهيد ماسكوا
(2003) David Gross ، David Politzer ، Frank Wilczek
(2001) دون بيركنز
(1999) Gerard 't Hooft
(1997) Robert Brout ، François Englert ، Peter Higgs
(1995) Paul Söding ، Bjørn Wiik ، [de ]، Sau Lan Wu
(1993) Martinus Veltman
(1991) Nicola Cabibbo
(1989) Georges CharpakWikipedia  site:emirate.wiki